# 2014-es labdarúgó-világbajnokság-selejtező (AFC – 3. forduló)
A 2014-es labdarúgó-világbajnokság ázsiai selejtezőjének 3. fordulójának mérkőzéseit tartalmazó lapja.

## Lebonyolítás
A harmadik fordulóban a kiemelési rangsor első öt helyezettje és a második forduló 15 továbbjutója, összesen 20 csapat vett részt. A csapatokat 5 darab négycsapatos csoportba sorsolták, a sorsolást 2011. július 30-án tartották Rio de Janeiróban. A csapatok oda-visszavágós, körmérkőzéses rendszerben mérkőztek meg egymással. A két csoport győztese és második helyezettje továbbjutott a negyedik fordulóba.

## Sorsolás
A 20 csapatot négy kalapba osztották a 2011. júliusi FIFA-világranglista alapján.
| 1. kalap                                       | 2. kalap                                                 | 3. kalap                                                   | 4. kalap                                                   |
| ---------------------------------------------- | -------------------------------------------------------- | ---------------------------------------------------------- | ---------------------------------------------------------- |
| - Japán - Ausztrália - Dél-Korea - Irán - Kína | - Üzbegisztán - Katar - Jordánia - Szaúd-Arábia - Kuvait | - Bahrein - Szíria - Omán - Irak - Egyesült Arab Emírségek | - Észak-Korea - Thaiföld - Szingapúr - Indonézia - Libanon |

1. ↑  Szíriát jogosulatlan játékos szerepeltetése miatt kizárta a FIFA, helyére Tádzsikisztán lépett.[1][2]

## Eredmények

### A csoport
| Hely. | Csapat    | M | Gy | D | V | G+ | G– | Gk  | P  | Továbbjutás                       |     | Irak | Jordánia | Kína | Szingapúr |
| ----- | --------- | - | -- | - | - | -- | -- | --- | -- | --------------------------------- | --- | ---- | -------- | ---- | --------- |
| 1.    | Irak      | 6 | 5  | 0 | 1 | 14 | 4  | +10 | 15 | Továbbjutott a negyedik fordulóba |     | —    | 0–2      | 1–0  | 7–1       |
| 2.    | Jordánia  | 6 | 4  | 0 | 2 | 11 | 7  | +4  | 12 | Továbbjutott a negyedik fordulóba |     | 1–3  | —        | 2–1  | 2–0       |
| 3.    | Kína      | 6 | 3  | 0 | 3 | 10 | 6  | +4  | 9  |                                   |     | 0–1  | 3–1      | —    | 2–1       |
| 4.    | Szingapúr | 6 | 0  | 0 | 6 | 2  | 20 | −18 | 0  |                                   | 0–2 | 0–3  | 0–4      | —    |           |

| 2011. szeptember 2. 20:00 (UTC+8) |

| Kína                                | 2–1               | Szingapúr |
| ----------------------------------- | ----------------- | --------- |
| Zheng Zhi 69' (11-esből) Jü Haj 73' | (0–1) Jegyzőkönyv | Đurić 33' |

| Tuodong Stadion, Kunming Nézőszám: 17 000 Játékvezető: Andre El Haddadi (libanoni) |

| 2011. szeptember 2. 17:00 (UTC+3) |

| Irak | 0–2               | Jordánia                  |
| ---- | ----------------- | ------------------------- |
|      | (0–1) Jegyzőkönyv | Abdel Fattah 43' Deeb 47' |

| Franso Hariri Stadion, Erbíl Nézőszám: 24 000 Játékvezető: Nawaf Shukralla (bahreini) |

| 2011. szeptember 6. 19:30 (UTC+8) |

| Szingapúr | 0–2               | Irak                        |
| --------- | ----------------- | --------------------------- |
|           | (0–0) Jegyzőkönyv | Abdul-Zahra 49' Mahmoud 86' |

| Jalan Besar Stadium, Szingapúr Nézőszám: 5504 Játékvezető: Minoru Tojo (japán) |

| 2011. szeptember 6. 18:00 (UTC+3) |

| Jordánia                       | 2–1               | Kína           |
| ------------------------------ | ----------------- | -------------- |
| Abdul-Rahman 49' Amer Deeb 55' | (0–0) Jegyzőkönyv | Hao Junmin 57' |

| Ammáni Nemzetközi Stadion, Ammán Nézőszám: 19 000 Játékvezető: Ravshan Ermatov (üzbég) |

| 2011. október 11. 20:15 (UTC+8) |

| Kína | 0–1               | Irak        |
| ---- | ----------------- | ----------- |
|      | (0–1) Jegyzőkönyv | Mahmoud 45' |

| Shenzhen Bay Sports Center, Sencsen Nézőszám: 25 021 Játékvezető: Saeid Mozaffari (iráni) |

| 2011. október 11. 19:30 (UTC+8) |

| Szingapúr | 0–3               | Jordánia                                    |
| --------- | ----------------- | ------------------------------------------- |
|           | (0–1) Jegyzőkönyv | Abdallah Deeb 11' Bani Yaseen 54' Hayel 64' |

| Jalan Besar Stadium, Szingapúr Nézőszám: 3799 Játékvezető: Choi Myung Yong (dél-koreai) |

| 2011. november 11. 18:00 (UTC+2) |

| Jordánia                | 2–0               | Szingapúr |
| ----------------------- | ----------------- | --------- |
| Hayel 15' Amer Deeb 65' | (1–0) Jegyzőkönyv |           |

| Ammáni Nemzetközi Stadion, Ammán Nézőszám: 19 000 Játékvezető: Ben Williams (ausztrál) |

| 2011. november 11. 17:15 (UTC+3) |

| Irak          | 1–0               | Kína |
| ------------- | ----------------- | ---- |
| Mahmoud 90+2' | (0–0) Jegyzőkönyv |      |

| Grand Hamad Stadium, Doha (Katar) Nézőszám: 5000 Játékvezető: Peter Green (ausztrál) |

| 2011. november 15. 18:00 (UTC+2) |

| Jordánia         | 1–3               | Irak                    |
| ---------------- | ----------------- | ----------------------- |
| Abdel-Fattah 17' | (1–0) Jegyzőkönyv | Akram 55' 81' Munir 67' |

| Ammáni Nemzetközi Stadion, Ammán Nézőszám: 13 000 Játékvezető: Ali Albadwawi (Egyesült arab emírségekbeli) |

| 2011. november 15. 19:30 (UTC+8) |

| Szingapúr | 0–4               | Kína                                          |
| --------- | ----------------- | --------------------------------------------- |
|           | (0–1) Jegyzőkönyv | Yu Hai 42' Li Weifeng 55' Zheng Zheng 73' 82' |

| Jalan Besar Stadium, Szingapúr Nézőszám: 5474 Játékvezető: Abdullah Balideh (katari) |

| 2012. február 29. 16:00 (UTC+8) |

| Kína                            | 3–1               | Jordánia   |
| ------------------------------- | ----------------- | ---------- |
| Hao Junmin 43' 69' Yu Dabao 88' | (1–0) Jegyzőkönyv | Fat'hi 85' |

| Guangzhou University City Stadium, Kanton Játékvezető: Võ Minh Trí (vietnámi) |

| 2012. február 29. 16:45 (UTC+3) |

| Irak                                                                                          | 7–1               | Szingapúr |
| --------------------------------------------------------------------------------------------- | ----------------- | --------- |
| Jassim 4' Mahmoud 11' 61' 90+3' H. W. Mohammed 22' (11-esből) Akram 36' (11-esből) Kareem 47' | (4–1) Jegyzőkönyv | Abdul 28' |

| Grand Hamad Stadium, Doha (Katar) Játékvezető: Abdulláh al-Hiláli (ománi) |

### B csoport
| Hely. | Csapat                  | M | Gy | D | V | G+ | G– | Gk  | P  | Továbbjutás                       |     | Dél-Korea | Libanon | Kuvait | Egyesült Arab Emírségek |
| ----- | ----------------------- | - | -- | - | - | -- | -- | --- | -- | --------------------------------- | --- | --------- | ------- | ------ | ----------------------- |
| 1.    | Dél-Korea               | 6 | 4  | 1 | 1 | 14 | 4  | +10 | 13 | Továbbjutott a negyedik fordulóba |     | —         | 6–0     | 2–0    | 2–1                     |
| 2.    | Libanon                 | 6 | 3  | 1 | 2 | 10 | 14 | −4  | 10 | Továbbjutott a negyedik fordulóba |     | 2–1       | —       | 2–2    | 3–1                     |
| 3.    | Kuvait                  | 6 | 2  | 2 | 2 | 8  | 9  | −1  | 8  |                                   |     | 1–1       | 0–1     | —      | 2–1                     |
| 4.    | Egyesült Arab Emírségek | 6 | 1  | 0 | 5 | 9  | 14 | −5  | 3  |                                   | 0–2 | 4–2       | 2–3     | —      |                         |

| 2011. szeptember 2. 20:00 (UTC+9) |

| Dél-Korea                                                      | 6–0               | Libanon |
| -------------------------------------------------------------- | ----------------- | ------- |
| Pak Csujong 8' 45+1' 67' Si Dzsongson 66' 85' Kim Dzsongku 82' | (2–0) Jegyzőkönyv |         |

| Goyang Stadium, Goyang Nézőszám: 37 655 Játékvezető: Abdul Malik Bashir (szingapúri) |

| 2011. szeptember 2. 20:00 (UTC+4) |

| Egyesült Arab Emírségek   | 2–3               | Kuvait                     |
| ------------------------- | ----------------- | -------------------------- |
| Al Hammadi 84' Khalil 89' | (0–1) Jegyzőkönyv | Nasser 7' 65' Al-Mutwa 51' |

| Sheikh Khalifa International Stadium, Al Ain Nézőszám: 8715 Játékvezető: Muhszen Baszma (szíriai) |

| 2011. szeptember 6. 17:00 (UTC+3) |

| Libanon                                       | 3–1               | Egyesült Arab Emírségek |
| --------------------------------------------- | ----------------- | ----------------------- |
| Ghaddar 37' (11-esből) Moghrabi 53' Antar 83' | (1–1) Jegyzőkönyv | Khamees 15'             |

| Camille Chamoun Sports City Stadium, Bejrút Nézőszám: 4000 Játékvezető: Alireza Faghani (iráni) |

| 2011. szeptember 6. 20:00 (UTC+3) |

| Kuvait    | 1–1               | Dél-Korea      |
| --------- | ----------------- | -------------- |
| Fadel 53' | (0–1) Jegyzőkönyv | Pak Csujong 8' |

| Peace and Friendship Stadion, Kuvaitváros Nézőszám: 20 000 Játékvezető: Mohsen Torky (iráni) |

| 2011. október 11. 20:00 (UTC+9) |

| Dél-Korea                             | 2–1               | Egyesült Arab Emírségek |
| ------------------------------------- | ----------------- | ----------------------- |
| Pak Csujong 55' Al Kamali 64' (öngól) | (0–0) Jegyzőkönyv | Matar 90+2'             |

| Szuwon Stadion, Szuwon Nézőszám: 28 689 Játékvezető: Tan Hai (kínai) |

| 2011. október 11. 17:00 (UTC+3) |

| Libanon                    | 2–2               | Kuvait                      |
| -------------------------- | ----------------- | --------------------------- |
| Maatouk 15' 86' (11-esből) | (1–0) Jegyzőkönyv | Neda 51' Younes 89' (öngól) |

| Camille Chamoun Sports City Stadium, Bejrút Nézőszám: 32 000 Játékvezető: Masaaki Toma (japán) |

| 2011. november 11. 17:30 (UTC+3) |

| Kuvait | 0–1               | Libanon    |
| ------ | ----------------- | ---------- |
|        | (0–0) Jegyzőkönyv | El Ali 57' |

| Peace and Friendship Stadion, Kuvaitváros Játékvezető: Valentin Kovalenko (üzbég) |

| 2011. november 11. 16:45 (UTC+4) |

| Egyesült Arab Emírségek | 0–2               | Dél-Korea                     |
| ----------------------- | ----------------- | ----------------------------- |
|                         | (0–0) Jegyzőkönyv | I Kenho 88' Pak Csujong 90+3' |

| Sheikh Khalifa International Stadium, Al Ain Játékvezető: Ravshan Ermatov (üzbég) |

| 2011. november 15. 17:30 (UTC+3) |

| Kuvait                         | 2–1               | Egyesült Arab Emírségek |
| ------------------------------ | ----------------- | ----------------------- |
| Al Enezi 49' Abbas 68' (öngól) | (0–1) Jegyzőkönyv | Matar 18'               |

| Peace and Friendship Stadion, Kuvaitváros Játékvezető: Abdullah Al Hilali (ománi) |

| 2011. november 15. 14:30 (UTC+2) |

| Libanon                             | 2–1               | Dél-Korea                |
| ----------------------------------- | ----------------- | ------------------------ |
| Al Saadi 5' Ali Atwi 31' (11-esből) | (2–1) Jegyzőkönyv | Ku Jacsol 20' (11-esből) |

| Camille Chamoun Sports City Stadium, Bejrút Játékvezető: Khalil Al Ghamdi (Szaúd-arábiai) |

| 2012. február 29. 21:00 (UTC+9) |

| Dél-Korea                   | 2–0               | Kuvait |
| --------------------------- | ----------------- | ------ |
| I Dzsonggok 67' I Kenho 71' | (0–0) Jegyzőkönyv |        |

| Seoul Stadion, Szöul Játékvezető: Nisimura Júicsi (japán) |

| 2012. február 29. 16:00 (UTC+4) |

| Egyesült Arab Emírségek                | 4–2               | Libanon                  |
| -------------------------------------- | ----------------- | ------------------------ |
| Saeed 20' 79' Al-Wehaibi 38' Matar 69' | (2–2) Jegyzőkönyv | El Ali 23' Maatouk 45+2' |

| Sheikh Khalifa International Stadium, Al Ain Játékvezető: Peter Green (ausztrál) |

### C csoport
| Hely. | Csapat        | M | Gy | D | V | G+ | G– | Gk  | P  | Továbbjutás                       |     | Üzbegisztán | Japán | Észak-Korea | Tádzsikisztán |
| ----- | ------------- | - | -- | - | - | -- | -- | --- | -- | --------------------------------- | --- | ----------- | ----- | ----------- | ------------- |
| 1.    | Üzbegisztán   | 6 | 5  | 1 | 0 | 8  | 1  | +7  | 16 | Továbbjutott a negyedik fordulóba |     | —           | 1–1   | 1–0         | 3–0           |
| 2.    | Japán         | 6 | 3  | 1 | 2 | 14 | 3  | +11 | 10 | Továbbjutott a negyedik fordulóba |     | 0–1         | —     | 1–0         | 8–0           |
| 3.    | Észak-Korea   | 6 | 2  | 1 | 3 | 3  | 4  | −1  | 7  |                                   |     | 0–1         | 1–0   | —           | 1–0           |
| 4.    | Tádzsikisztán | 6 | 0  | 1 | 5 | 1  | 18 | −17 | 1  |                                   | 0–1 | 0–4         | 1–1   | —           |               |

| 2011. szeptember 2. 19:30 (UTC+9) |

| Japán         | 1–0               | Észak-Korea |
| ------------- | ----------------- | ----------- |
| Yoshida 90+4' | (0–0) Jegyzőkönyv |             |

| Szaitama Stadium 2002, Szaitama Nézőszám: 62 000 Játékvezető: Ali Albadwawi (Egyesült arab emírségekbeli) |

| 2011. szeptember 2. 16:30 (UTC+5) |

| Tádzsikisztán | 0–1               | Üzbegisztán  |
| ------------- | ----------------- | ------------ |
|               | (0–0) Jegyzőkönyv | Shatskix 72' |

| Metallurg Stadion, Turszunzoda Nézőszám: 15 000 Játékvezető: Tan Hai (kínai) |

| 2011. szeptember 6. 16:30 (UTC+9) |

| Észak-Korea      | 1–0               | Tádzsikisztán |
| ---------------- | ----------------- | ------------- |
| Pak Nam-Chol 14' | (1–0) Jegyzőkönyv |               |

| Yanggakdo Stadion, Phenjan Nézőszám: 28 000 Játékvezető: Minh Tri Vo (vietnámi) |

| 2011. szeptember 6. 19:00 (UTC+5) |

| Üzbegisztán | 1–1               | Japán       |
| ----------- | ----------------- | ----------- |
| Djeparov 8' | (1–0) Jegyzőkönyv | Okazaki 65' |

| Pakhtakor Markaziy Stadium, Taskent Nézőszám: 32 000 Játékvezető: Halíl al-Gamdi (Szaúd-arábiai) |

| 2011. október 11. 19:45 (UTC+9) |

| Japán                                                                   | 8–0               | Tádzsikisztán |
| ----------------------------------------------------------------------- | ----------------- | ------------- |
| Havenaar 11' 47' Okazaki 19' 74' Komano 35' Kagawa 41' 68' Nakamura 56' | (4–0) Jegyzőkönyv |               |

| Nagai Stadium, Oszaka Nézőszám: 44 688 Játékvezető: Ben Williams (ausztrál) |

| 2011. október 11. 16:00 (UTC+9) |

| Észak-Korea | 0–1               | Üzbegisztán  |
| ----------- | ----------------- | ------------ |
|             | (0–1) Jegyzőkönyv | Geynrikh 15' |

| Yanggakdo Stadium, Phenjan Nézőszám: 29 000 Játékvezető: Alireza Faghani (iráni) |

| 2011. november 11. 18:00 (UTC+5) |

| Üzbegisztán | 1–0               | Észak-Korea |
| ----------- | ----------------- | ----------- |
| Kapadze 49' | (0–0) Jegyzőkönyv |             |

| Pakhtakor Markaziy Stadium, Taskent Nézőszám: 27 525 Játékvezető: Andre El Haddad (libanoni) |

| 2011. november 11. 14:00 (UTC+5) |

| Tádzsikisztán | 0–4               | Japán                                 |
| ------------- | ----------------- | ------------------------------------- |
|               | (0–1) Jegyzőkönyv | Konno 36' Okazaki 61' 90+2' Maeda 82' |

| Pamir Stadium, Dusanbe Nézőszám: 18 000 Játékvezető: Kim Dong Jin (dél-koreai) |

| 2011. november 15. 18:00 (UTC+5) |

| Üzbegisztán                           | 3–0               | Tádzsikisztán |
| ------------------------------------- | ----------------- | ------------- |
| Tursunov 34' Ahmedov 60' Geynrikh 72' | (1–0) Jegyzőkönyv |               |

| Pakhtakor Markaziy Stadium, Taskent Nézőszám: 5325 Játékvezető: Mohamed Zarouni (Egyesült arab emírségekbeli) |

| 2011. november 15. 16:00 (UTC+9) |

| Észak-Korea      | 1–0               | Japán |
| ---------------- | ----------------- | ----- |
| Pak Nam-Chol 50' | (0–0) Jegyzőkönyv |       |

| Kim Il-sung Stadium, Phenjan Nézőszám: 50 000 Játékvezető: Nawaf Shukralla (bahreini) |

| 2012. február 29. 19:32 (UTC+9) |

| Japán | 0–1               | Üzbegisztán |
| ----- | ----------------- | ----------- |
|       | (0–0) Jegyzőkönyv | Shadrin 53' |

| Toyota Stadium, Toyota Nézőszám: 42 720 Játékvezető: Abdullah Balideh (katari) |

| 2012. február 29. 13:30 (UTC+5) |

| Tádzsikisztán   | 1–1               | Észak-Korea                   |
| --------------- | ----------------- | ----------------------------- |
| Khamroqulov 61' | (0–0) Jegyzőkönyv | Jang Song-Hyok 53' (11-esből) |

| 20 Years of Independence Stadium, Hudzsand Játékvezető: Banjar Al Dosari (katari) |

### D csoport
| Hely. | Csapat       | M | Gy | D | V | G+ | G– | Gk | P  | Továbbjutás                       |     | Ausztrália (ország) | Omán | Szaúd-Arábia | Thaiföld |
| ----- | ------------ | - | -- | - | - | -- | -- | -- | -- | --------------------------------- | --- | ------------------- | ---- | ------------ | -------- |
| 1.    | Ausztrália   | 6 | 5  | 0 | 1 | 13 | 5  | +8 | 15 | Továbbjutott a negyedik fordulóba |     | —                   | 3–0  | 4–2          | 2–1      |
| 2.    | Omán         | 6 | 2  | 2 | 2 | 3  | 6  | −3 | 8  | Továbbjutott a negyedik fordulóba |     | 1–0                 | —    | 0–0          | 2–0      |
| 3.    | Szaúd-Arábia | 6 | 1  | 3 | 2 | 6  | 7  | −1 | 6  |                                   |     | 1–3                 | 0–0  | —            | 3–0      |
| 4.    | Thaiföld     | 6 | 1  | 1 | 4 | 4  | 8  | −4 | 4  |                                   | 0–1 | 3–0                 | 0–0  | —            |          |

| 2011. szeptember 2. 20:00 (UTC+10) |

| Ausztrália              | 2–1               | Thaiföld   |
| ----------------------- | ----------------- | ---------- |
| Kennedy 58' Brosque 86' | (0–1) Jegyzőkönyv | Dangda 15' |

| Suncorp Stadium, Brisbane Nézőszám: 24 540 Játékvezető: Abdullah Balideh (katari) |

| 2011. szeptember 2. 19:00 (UTC+4) |

| Omán | 0–0         | Szaúd-Arábia |
| ---- | ----------- | ------------ |
|      | Jegyzőkönyv |              |

| Seeb Stadium, Maszkat Nézőszám: 14 000 Játékvezető: Abdulrahman Abdou (katari) |

| 2011. szeptember 6. 20:30 (UTC+3) |

| Szaúd-Arábia    | 1–3               | Ausztrália                               |
| --------------- | ----------------- | ---------------------------------------- |
| Al-Shamrani 65' | (0–1) Jegyzőkönyv | Kennedy 40' 56' Wilkshire 77' (11-esből) |

| King Fahd International Stadium, Riyadh Nézőszám: 15 000 Játékvezető: Nisimura Júicsi (japán) |

| 2011. szeptember 6. 18:00 (UTC+7) |

| Thaiföld                                    | 3–0               | Omán |
| ------------------------------------------- | ----------------- | ---- |
| Soleb 35' Dangda 41' Al-Farsi 90+1' (öngól) | (2–0) Jegyzőkönyv |      |

| Racsamangala Stadion, Bangkok Nézőszám: 19 000 Játékvezető: Kim Dongdzsin (dél-koreai) |

| 2011. október 11. 19:30 (UTC+11) |

| Ausztrália                        | 3–0               | Omán |
| --------------------------------- | ----------------- | ---- |
| Holman 8' Kennedy 65' Jedinak 85' | (1–0) Jegyzőkönyv |      |

| ANZ Stadium, Sydney Nézőszám: 24 732 Játékvezető: Valentin Kovalenko (üzbég) |

| 2011. október 11. 18:00 (UTC+7) |

| Thaiföld | 0–0         | Szaúd-Arábia |
| -------- | ----------- | ------------ |
|          | Jegyzőkönyv |              |

| Racsamangala Stadion, Bangkok Nézőszám: 42 000 Játékvezető: Ravshan Ermatov (üzbég) |

| 2011. november 11. 19:30 (UTC+3) |

| Szaúd-Arábia                                 | 3–0               | Thaiföld |
| -------------------------------------------- | ----------------- | -------- |
| Hazazi 59' Al-Fraidi 80' Noor 89' (11-esből) | (0–0) Jegyzőkönyv |          |

| King Fahd International Stadium, Riyadh Nézőszám: 32 500 Játékvezető: Liu Kwok Man (hongkongi) |

| 2011. november 11. 18:00 (UTC+4) |

| Omán         | 1–0               | Ausztrália |
| ------------ | ----------------- | ---------- |
| Al Hosni 18' | (1–0) Jegyzőkönyv |            |

| Sultan Qaboos Sports Complex, Maszkat Nézőszám: 4500 Játékvezető: Ali Abdulnabi (bahreini) |

| 2011. november 15. 19:30 (UTC+3) |

| Szaúd-Arábia | 0–0         | Omán |
| ------------ | ----------- | ---- |
|              | Jegyzőkönyv |      |

| King Fahd International Stadium, Riyadh Nézőszám: 62 740 Játékvezető: Mohsen Torky (iráni) |

| 2011. november 15. 18:00 (UTC+7) |

| Thaiföld | 0–1               | Ausztrália |
| -------- | ----------------- | ---------- |
|          | (0–0) Jegyzőkönyv | Holman 76' |

| Racsamangala Stadion, Bangkok Nézőszám: 19 400 Játékvezető: Saeid Mozaffarizadeh (iráni) |

| 2012. február 29. 20:30 (UTC+11) |

| Ausztrália                             | 4–2               | Szaúd-Arábia                     |
| -------------------------------------- | ----------------- | -------------------------------- |
| Brosque 43' 75' Kewell 73' Emerton 76' | (1–2) Jegyzőkönyv | Al-Dossari 19' Al-Shamrani 45+2' |

| AAMI Park, Melbourne Játékvezető: Kim Dongdzsin (dél-koreai) |

| 2012. február 29. 13:30 (UTC+4) |

| Omán                          | 2–0               | Thaiföld |
| ----------------------------- | ----------------- | -------- |
| Al-Hadhri 9' Al-Muqbali 90+1' | (1–0) Jegyzőkönyv |          |

| Sultan Qaboos Sports Complex, Maszkat Játékvezető: Masaaki Toma (japán) |

### E csoport
| Hely. | Csapat    | M | Gy | D | V | G+ | G– | Gk  | P  | Továbbjutás                       |     | Irán | Katar | Bahrein | Indonézia |
| ----- | --------- | - | -- | - | - | -- | -- | --- | -- | --------------------------------- | --- | ---- | ----- | ------- | --------- |
| 1.    | Irán      | 6 | 3  | 3 | 0 | 17 | 5  | +12 | 12 | Továbbjutott a negyedik fordulóba |     | —    | 2–2   | 6–0     | 3–0       |
| 2.    | Katar     | 6 | 2  | 4 | 0 | 10 | 5  | +5  | 10 | Továbbjutott a negyedik fordulóba |     | 1–1  | —     | 0–0     | 4–0       |
| 3.    | Bahrein   | 6 | 2  | 3 | 1 | 13 | 7  | +6  | 9  |                                   |     | 1–1  | 0–0   | —       | 10–0      |
| 4.    | Indonézia | 6 | 0  | 0 | 6 | 3  | 26 | −23 | 0  |                                   | 1–4 | 2–3  | 0–2   | —       |           |

| 2011. szeptember 2. 20:00 (UTC+4:30) |

| Irán                            | 3–0               | Indonézia |
| ------------------------------- | ----------------- | --------- |
| Nekounam 53' 74' Teymourian 87' | (0–0) Jegyzőkönyv |           |

| Azadi Stadium, Teherán Nézőszám: 75 800 Játékvezető: Masaaki Toma (japán) |

| 2011. szeptember 2. 20:00 (UTC+3) |

| Bahrein | 0–0         | Katar |
| ------- | ----------- | ----- |
|         | Jegyzőkönyv |       |

| Bahrein Nemzetközi Stadion, Riffa Nézőszám: 6000 Játékvezető: Mohamed Zarouni (Egyesült arab emírségekbeli) |

| 2011. szeptember 6. 19:30 (UTC+3) |

| Katar        | 1–1               | Irán       |
| ------------ | ----------------- | ---------- |
| El-Sayed 56' | (0–0) Jegyzőkönyv | Aghili 46' |

| Jassim Bin Hamad Stadium, Doha Nézőszám: 8125 Játékvezető: Choi Myung Yong (dél-koreai) |

| 2011. szeptember 6. 19:00 (UTC+7) |

| Indonézia | 0–2               | Bahrein                  |
| --------- | ----------------- | ------------------------ |
|           | (0–1) Jegyzőkönyv | Szaíd 45+1' el-Latíf 71' |

| Gelora Bung Karno Stadium, Jakarta Nézőszám: 85 000 Játékvezető: Lee Min Hu (dél-koreai) |

| 2011. október 11. 19:30 (UTC+3:30) |

| Irán                                                                         | 6–0               | Bahrein |
| ---------------------------------------------------------------------------- | ----------------- | ------- |
| Hosseini 22' Jabbari 34' Aghily 42' Teymourian 62' Ansarifard 75' Rezaei 83' | (3–0) Jegyzőkönyv |         |

| Azadi Stadium, Teherán Nézőszám: 82 000 Játékvezető: Peter Green (ausztrál) |

| 2011. október 11. 19:00 (UTC+7) |

| Indonézia        | 2–3               | Katar                                |
| ---------------- | ----------------- | ------------------------------------ |
| Gonzáles 26' 35' | (2–2) Jegyzőkönyv | Al Sulaiti 14' Ibrahim 32' Razak 59' |

| Gelora Bung Karno Stadium, Jakarta Nézőszám: 28 000 Játékvezető: Abdul Malik Bashir (szingapúri) |

| 2011. november 11. 19:00 (UTC+3) |

| Katar                                            | 4–0               | Indonézia |
| ------------------------------------------------ | ----------------- | --------- |
| Razak 30' Ibrahim 33' (11-esből) 64' Soria 90+2' | (2–0) Jegyzőkönyv |           |

| Jassim Bin Hamad Stadium, Doha Nézőszám: 6500 Játékvezető: Muhsen Basma (szíriai) |

| 2011. november 11. 18:30 (UTC+3) |

| Bahrein       | 1–1               | Irán          |
| ------------- | ----------------- | ------------- |
| Al Ajmi 45+1' | (1–0) Jegyzőkönyv | Jabbari 90+3' |

| Bahrein Nemzetközi Stadion, Riffa Nézőszám: 18 000 Játékvezető: Malik Abdul Bashir (szingapúri) |

| 2011. november 15. 19:00 (UTC+3) |

| Katar | 0–0         | Bahrein |
| ----- | ----------- | ------- |
|       | Jegyzőkönyv |         |

| Jassim Bin Hamad Stadium, Doha Játékvezető: Yuichi Nishimura (japán) |

| 2011. november 15. 19:00 (UTC+7) |

| Indonézia   | 1–4               | Irán                                                         |
| ----------- | ----------------- | ------------------------------------------------------------ |
| Bambang 44' | (1–3) Jegyzőkönyv | Meydavoudi 7' Jabbari 19' Rezaei 24' Nekounam 72' (11-esből) |

| Gelora Bung Karno Stadium, Jakarta Játékvezető: Tan Hai (kínai) |

| 2012. február 29. 17:00 (UTC+3:30) |

| Irán           | 2–2               | Katar                            |
| -------------- | ----------------- | -------------------------------- |
| Dejagah 4' 50' | (1–1) Jegyzőkönyv | Khalfan 9' (11-esből) Kasola 86' |

| Azadi Stadium, Teherán Játékvezető: Ravshan Ermatov (üzbég) |

| 2012. február 29. 16:30 (UTC+3) |

| Bahrein                                                                                            | 10–0              | Indonézia |
| -------------------------------------------------------------------------------------------------- | ----------------- | --------- |
| el-Latíf 5' (11-esből) 71' Al Alawi 15' 60' 65' Abdulrahman 34' (11-esből) 41' Dhiya 62' 82' 90+4' | (4–0) Jegyzőkönyv |           |

| Bahrein Nemzetközi Stadion, Riffa Játékvezető: Andre El Haddad (libanoni) |